# Insectenfressende Pflanzen

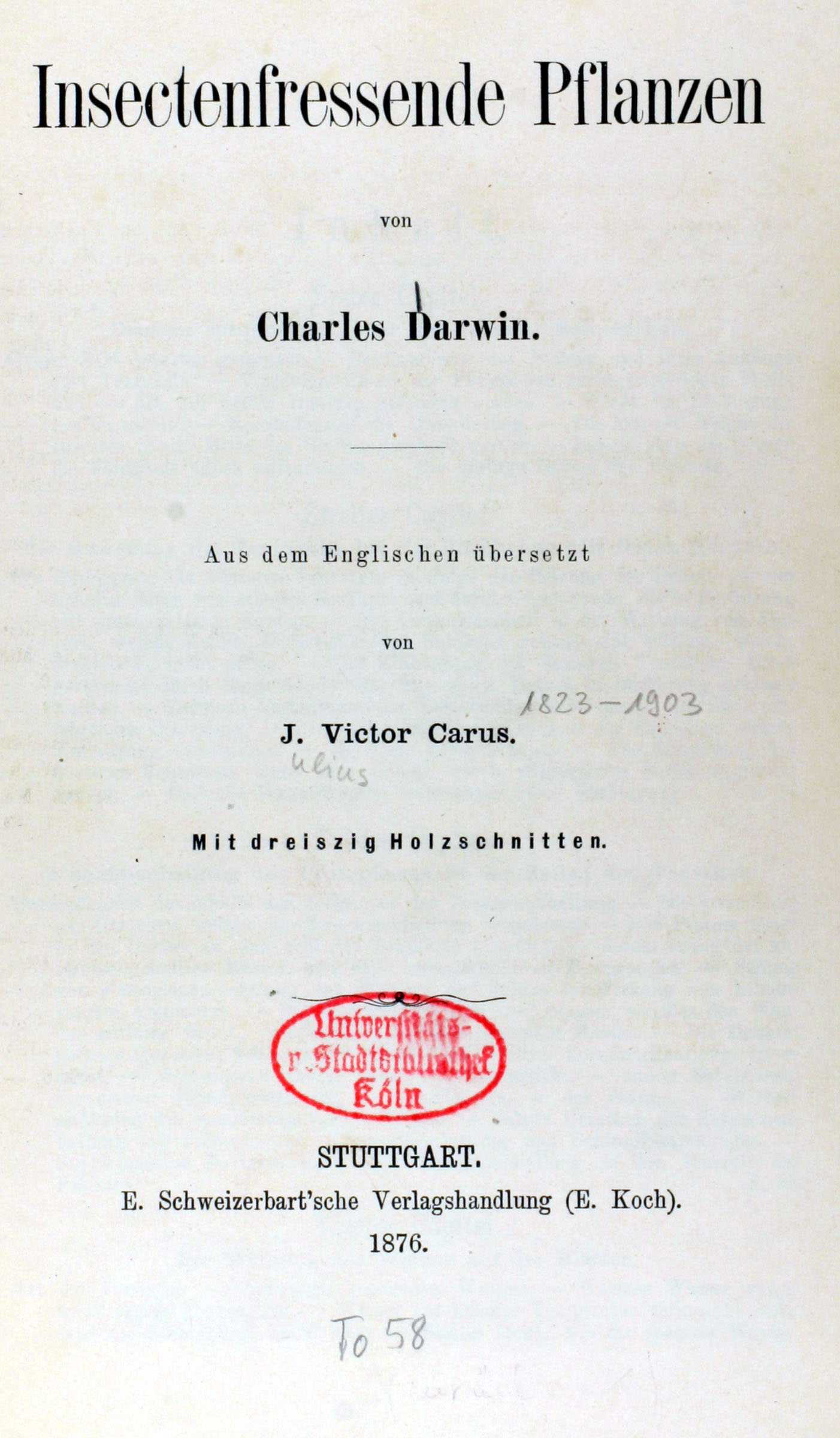
Titelseite von Insectenfressende Pflanzen (Deutsche Erstausgabe von 1876)

Insectenfressende Pflanzen (englisch: Insectivorous Plants), erstmals veröffentlicht Ende 1875 vom englischen Naturforscher Charles Darwin, ist das grundlegende Werk in der Erforschung fleischfressender Pflanzen. In dem Werk belegte Darwin experimentell die Existenz der Karnivorie im Pflanzenreich.

## Entstehungsgeschichte
Im Sommer 1860 war Darwin auf einer Heide in Sussex unterwegs, wo es umfangreiche Bestände des Rundblättrigen Sonnentaus gab. Er war überrascht von der großen Anzahl von Insekten, die die Pflanzen mit ihren Blättern fingen, und sammelte zwölf Pflanzen auf, die er zuhause näher untersuchte. Er stellte fest, dass von den 56 ausgewachsenen Blättern der Pflanzen 31 Insekten gefangen hatten, befand, dass es sich bei der Beute meistens um Fliegen handelte und dass das größte Beutetier ein Schmetterling (Coenonympha pamphilus) war.
Angeregt davon begann Darwin umfangreiche Experimente am Rundblättrigen Sonnentau, in der Folge ergänzt um Experimente an sechs weiteren Sonnentauarten, sowie der Venusfliegenfalle (Dionaea muscipula), der Wasserfalle (Aldrovanda vesiculosa), dem Taublatt (Drosophyllum lusitanicum), zwei Fettkraut-Arten (Pinguicula), mehreren Wasserschläuchen (Utricularia) und Beobachtungen und Untersuchungen an Wanzenpflanzen (Roridula dentata), Regenbogenpflanzen (Byblis gigantea) und Reusenfallen (Genlisea). Darüber hinaus untersuchte er auch einige weitere Pflanzenarten (z. B. den Virginischen Tabak Nicotiana tabacum), die als insektenfangend bekannt waren.
Es gelang Darwin, definitiv zu beweisen, dass die untersuchten Sonnentaugewächse, das Taublatt und die Fettkräuter speziell für den Fang von Insekten sowie ihre Verdauung und Aufnahme der gelösten Nährstoffe ausgerüstet waren. Für zahlreiche andere Arten bzw. Gattungen vermutete er die Karnivorie ebenfalls, konnte sie aber nicht beweisen, da er insbesondere bei außereuropäischen Arten meist nur Herbarmaterial zur Verfügung hatte.
Erstmals präsentierte Darwin die Ergebnisse seiner Arbeit gemeinsam mit Joseph Dalton Hooker bei einem Vortrag in Belfast, im Herbst 1875 erschienen sie dann als Buch mit Illustrationen von der Hand seiner Söhne George und Francis. Francis Darwin besorgte auch eine zweite überarbeitete Auflage 1888. Bereits 1876 erschien eine deutsche Übersetzung durch Julius Victor Carus, weitere Übersetzungen in andere Sprachen folgten schnell, bereits 1878 lagen eine russische, eine italienische sowie eine französische Ausgabe vor, weitere Ausgaben folgten, noch 1983 eine in chinesischer Sprache.

## Wirkung
Bereits nach seinem Vortrag wurde am 3. Juli 1875 in der Zeitschrift Scientific American ausführlich über das Thema „Fleischfressende Pflanzen“ berichtet. Trotz der detaillierten und gründlichen experimentellen Herangehensweise bezeichnete der Botaniker Eduard August von Regel Darwins Arbeit als „wissenschaftlichen Plunder“ und schrieb, dass „die von Darwin auf die Bewegungserscheinungen bei einigen insektenfangenden Pflanzen hin aufgestellte Theorie zu jenen Theorien gehört, über die jeder verständige Botaniker einfach gelacht haben würde – wenn diese Theorie nicht von dem gefeierten Darwin ausginge …“. Bis in die 1920er Jahre gab es immer wieder Autoren, die Darwins Ergebnisse bestritten.
Dessen ungeachtet gilt das Werk bis in die Gegenwart als wichtige Grundlage der Forschungsliteratur zu fleischfressenden Pflanzen und wird noch immer zitiert.